# LBE G 1
Die normalspurigen Dampflokomotiven der Baureihe LBE G 1 wurden von der Lübeck-Büchener Eisenbahn (LBE) von 1873 bis 1884 bei der Berliner Maschinenbau-Actien-Gesellschaft vormals L. Schwartzkopff für den Güterzugdienst beschafft. Sie erhielten die Namen ELSASS, LOTHRINGEN, PREUSSEN, MECKLENBURG, BAYERN, SACHSEN und BADEN sowie dazu entsprechend die Betriebsnummern 22, 23, 1II, 3II, 26, 27 und 30.
Die Lokomotiven wurden zu je zwei Exemplaren 1873, 1876 sowie 1879 sowie die letzte 1884 beschafft. Die letzte Lokomotive der Serie wurde 1918 in Luxemburg ausgemustert.

## Geschichte
Die Lokomotiven gehörten mit der LBE P 1 zu den ersten der Lübeck-Büchener Eisenbahn, die von der Eisengießerei und Maschinen-Fabrik von L. Schwartzkopff hergestellt wurden.
Die Lokomotiven besaßen einen Belpaire-Stehkessel, einen durchgehenden Plattenrahmen und eine Allan- oder Tricksteuerung. Die Speisung des Kessels erfolgte mit einer Strahlpumpe. Die Lokomotiven besaßen eine wesentlich größere Verdampfungsheizfläche als die P 1.
Über den Betriebseinsatz können keine Angaben gemacht werden. Vermutlich waren die Lokomotiven auf der Bahnstrecke Lübeck–Hamburg, später auch auf den anderen Strecken der LBE und am Ende im Rangierdienst eingesetzt. Die Ausmusterung erfolgte zwischen 1897 und 1917.
Die letztgebaute Maschine mit dem Namen BADEN und der Nummer 30 wurde 1917 nach Luxemburg abgegeben und ein Jahr später ausgemustert.